# Heinz Jost
Heinz Jost (9 de julho de 1904 - 12 de novembro de 1964) foi um SS Brigadeführer. Também era oficial da Sicherheitsdienst (SD). Jost foi responsável pela unidade de espionagem no Reichssicherheitshauptamt. Foi responsável pelo extermínio realizado pela Einsatzgruppe A de março até setembro de 1942 nos territórios ocupados pelos nazistas.
Após a derrota da Alemanha, Jost foi julgado e condenado por um tribunal militar dos Estados Unidos no chamado Processo Einsatzgruppen. Em dezembro de 1951, Jost foi solto da prisão de Prisão de Landsberg depois que sua sentença de prisão perpétua foi comutada para dez anos. Morreu em 1964.

## Leitura complementar
- Earl, Hilary, The Nuremberg SS-Einsatzgruppen Trial, 1945–1958: Atrocity, Law, and History, Nipissing University, Ontario ISBN 9780521456081
- Headland, Ronald, Messages of Murder: A Study of the Reports of the Einsatzgruppen of the Security Police and the Security Service, 1941-1943, Rutherford 1992 ISBN 0838634184